# Gish (videogioco)
Gish è un videogioco a piattaforme del 2004, sviluppato da Cryptic Sea e pubblicato da Chronic Logic per Microsoft Windows, macOS e Linux. Il videogioco è stato presentato nel primo Humble Indie Bundle nel maggio 2010 e in seguito al successo della promozione, la casa sviluppatrice ha portato il videogioco alla versione open source il 29 maggio 2010. 
Fu annunciato un sequel del videogioco ma è stato cancellato alla fine del 2009 dopo che il creatore Edmund McMillen lasciò il progetto.

## Trama
Gish è una palla di catrame che vive felicemente con la sua ragazza umana Brea. Un giorno una misteriosa creatura oscura la rapisce. Gish dovrà combattere attraverso diversi livelli contro i diversi nemici delle fogne fino ad arrivare al boss finale: Hera, ex compagna di classe di Gish che ha un affetto non corrisposto nei suoi confronti. 
Gish la respinge e Hera minaccia di far cadere Brea in una pozza di lava. Dopo che Gish sconfigge Hera dovrà salvare la ragazza. Se il giocatore vince, Brea e Gish scappano e diventano famosi entomologi. Se il giocatore fallisce, Brea muore nella fossa della lava e Gish continua a vivere la sua vita facendo volontariato in organizzazioni di beneficenza.